# Prix Noburō Ōfuji
Le prix Noburō Ōfuji (大藤信郎賞, Ōfuji Noburō shō), créé en 1962, est l'un des prix du film Mainichi.
Il est nommé d'après Noburō Ōfuji, pionnier de l'animation, récompensé dans les années 1950. Avec la montée des grands studios d'animation fin du XXe siècle, ce prix s'oriente vers la récompense des courts ou moyens métrages, ainsi que des œuvres à budget modéré. Le prix Mainichi du meilleur film d'animation est consacré aux œuvres à grand budget. 

## Palmarès
La cérémonie étant tôt dans l'année, en février, le prix concerne des œuvres de l'année précédente. Les dates mentionnées ici ne sont donc pas celles de la cérémonie mais celles du prix.
- 1962 : Histoires du coin de la rue
- 1963 : Wanpaku ōji no orochi taiji
- 1964 : Satsujin Murder
- 1965
  - Clap Vocalism / Love / Isu / Aos
  - Fushigi na kusuri
- 1966 : Tableaux d'une exposition
- 1967 : Nihiki no sanma / The Room
- 1968 : Minikui ahiru no ko
- 1969 : Yasashii lion
- 1970 : Hana to mogura / Home My Home
- 1971 : Tenma no torayan
- 1972 : Oni
- 1973 : Namu ichibyō sokusai
- 1974 : La Vie d'un poète (Shijin no shōgai)
- 1975 : Mizu no tane
- 1976 : Dōjōji
- 1977 : Niji ni mutte
- 1978 : pas de récompense
- 1979 : Le Château de Cagliostro
- 1980 : Speed
- 1981 : Goshu le violoncelliste
- 1982 : Okon jōruri
- 1983 : Gen d'Hiroshima
- 1984 : Nausicaä de la vallée du vent
- 1985 : Train de nuit dans la Voie lactée
- 1986 : Le Château dans le ciel
- 1987 : La Légende de la forêt
- 1988 : Mon voisin Totoro
- 1989 : pas de récompense
- 1990 : La Princesse endormie
- 1991 : Chūmon no ōi ryōriten
- 1992 : pas de récompense
- 1993 : Ginga no uo
- 1994 : pas de récompense
- 1995 : Memories
- 1996 : Rusuban
- 1997 : pas de récompense
- 1998 : Mizu no sei kappa hyakuzu
- 1999 : Le Vieil Homme et la Mer
- 2000 : Blood: The Last Vampire
- 2001 : La Chasse à la baleine
- 2002 : Millennium Actress
- 2003 : Jours d'hiver
- 2004 : Mind Game
- 2005 : Tough Guy!
- 2006 : Amer Béton de Michael Arias
- 2007 : A Country Doctor de Kōji Yamamura
- 2008 : Ponyo sur la falaise de Hayao Miyazaki
- 2009 : Denshin-bashira Elemi no koi de Hideto Nakata
- 2010 : pas de récompense
- 2011 : 663114 d'Isamu Hirabayashi
- 2012 : Combustible de Katsuhiro Ōtomo
- 2013 : The Moon That Fell Into the Sea d'Akira Oda
- 2014 : Crazy Little Thing de Onohana
- 2015 : Datum Point de Ryo Orikasa
- 2016 : Dans un recoin de ce monde de Sunao Katabuchi
- 2017 : Lou et l'Île aux sirènes de Masaaki Yuasa
- 2018 : Liz et l'Oiseau bleu de Naoko Yamada
- 2019 : A Japanese Boy Who Draws de Masanao Kawajiri
- 2020 : On-Gaku : Notre rock ! de Kenji Iwaisawa
- 2021 : Pukkurapotta to mori no jikan (プックラポッタと森の時間?) de Takeshi Yashiro
- 2022 : Inu-Oh de Masaaki Yuasa
- 2023 : Le Garçon et le Héron de Hayao Miyazaki
- 2024 : Watashi wa, Watashi to, Watashi ga, Watashi o (私は、私と、私が、私を、?) de Rina Itou